# Tämmen
Tämmen är en sjö i Nybro kommun och Uppvidinge kommun i Småland och ingår i Alsteråns huvudavrinningsområde. Sjön är 7 meter djup, har en yta på 1,1 kvadratkilometer och befinner sig 162,1 meter över havet. Sjön avvattnas av vattendraget Hindabäcken. Vid provfiske har bland annat abborre, braxen, gädda och gös fångats i sjön.

## Delavrinningsområde
Tämmen ingår i det delavrinningsområde (632615-149529) som SMHI kallar för Utloppet av Tämmen. Medelhöjden är 171 meter över havet och ytan är 9,14 kvadratkilometer. Det finns ett avrinningsområde uppströms, och räknas det in blir den ackumulerade arean 36,65 kvadratkilometer. Hindabäcken som avvattnar avrinningsområdet har biflödesordning 2, vilket innebär att vattnet flödar genom totalt 2 vattendrag innan det når havet efter 83 kilometer. Avrinningsområdet består mestadels av skog (77 %). Avrinningsområdet har 1,18 kvadratkilometer vattenytor vilket ger det en sjöprocent på 12,9 %.

## Fisk
Vid provfiske har följande fisk fångats i sjön:
- Abborre
- Braxen
- Gädda
- Gös
- Löja
- Mört
- Sarv